# Jonathan Saxton Campbell Würtele
Pour les articles homonymes, voir Wurtele.
Jonathan Saxton Campbell Würtele, né le 27 janvier 1828 à Québec et mort le 24 avril 1904 à Montréal, est un homme politique québécois.

## Biographie

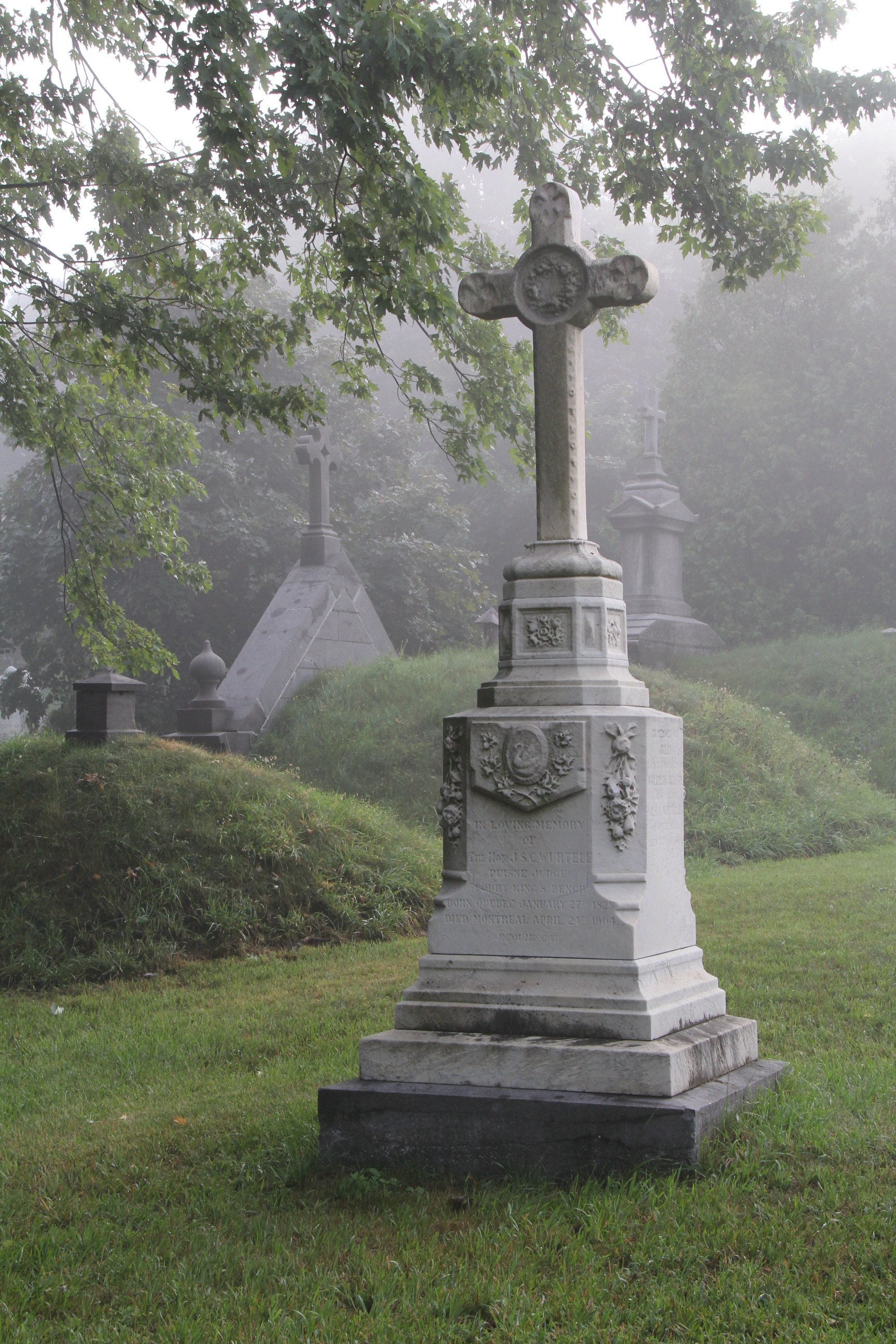
Pierre tombale au Cimetière Notre-Dame-des-Neiges.

### Famille et études
Il est le fils de Jonathan Würtele, marchand et seigneur de Rivière-David, et de Louisa Sophia Campbell. Il étudie à la Quebec High School (en) puis à l'Université McGill. Il fait sa cléricature auprès de Jean Chabot et est admis au barreau du Bas-Canada le 6 août 1850. Le 7 janvier 1854, il épouse Julia Nelson, la fille du révolutionnaire Wolfred Nelson. Il se remarie le 1er juin 1875 avec Sarah Braniff.

### Pratique et enseignement du droit
Il pratique le droit avec Henry Judah de 1850 à 1852. De 1856 à 1862, il habite le comté de Yamaska, sur ses terres seigneuriales de Rivière-David, où il occupe le poste de maire, de commissaire d'école et de juge de paix. Il retourne ensuite à Montréal pour pratique le droit avec John Joseph Caldwell Abbott. Il enseigne à le droit commercial à l'Université McGill à partir de 1867. En 1878, il fonde un cabinet d'avocat avec Charles-Joseph Coursol, James Ponsonby Sexton et Désiré Girouard.

### Politique
Aux élections générales québécoises de 1875, il est élu député de Yamaska à l'Assemblée législative du Québec sous la bannière libérale. Il passe chez les conservateurs aux élections de 1878. Membre du gouvernement, il occupe le poste de trésorier provincial du 27 janvier 1882 au 23 janvier 1884. Il est orateur de l'Assemblée législative du Québec du 27 mars 1884 au 28 juin 1886.

### Juge
Le 28 juin 1886, il est nommé juge à la Cour supérieure du district d'Ottawa, puis le 20 septembre 1888, à la Cour supérieure du district de Montréal. Il est juge à la Cour du banc du Roi du Québec de 1892 de 1904.
Décédé en 1904, à l'âge de 76 ans et 2 mois, il est inhumé au cimetière Notre-Dame-des-Neiges le 26 avril 1904.

## Distinctions
- 1882 : Chevalier de la Légion d'honneur.